# 国宝乡
国宝乡，是中华人民共和国福建省泉州市德化县下辖的一个乡镇级行政单位。

## 行政区划
国宝乡下辖以下地区：
国宝村、佛岭村、上洋村、南斗村、祥云村、内坂村、厚德村和格头村。